# Grande synagogue de Łęczna
Pour les articles homonymes, voir Grande synagogue.
La Grande synagogue de Łęczna est une synagogue située 19 rue Boznicza à Łęczna, petite ville de l'est de la Pologne, située dans la Voïvodie de Lublin. C'est actuellement une des synagogues les mieux conservées de la région de Lublin.

## Historique
La construction de la synagogue de Łęczna est lancée en 1648, après l'obtention du consentement de l'évêque de Cracovie Piotr Gembicki et de la propriétaire de la ville, Catherine Firlej Noskowski. Le bâtiment est achevé en 1655. En 1846, la synagogue est détruite partiellement par le feu et doit être entièrement rénovée. On en profite pour agrandir le vestibule et la galerie réservée aux femmes. En 1881, la synagogue est de nouveau détruite lors d'un incendie de la ville. La synagogue reconstruite est utilisée par la communauté jusqu'en 1939, quand les Allemands envahissant la Pologne, la dévastent et utilisent le bâtiment comme entrepôt.
Après la guerre, la synagogue est laissée à l'abandon pendant de nombreuses années et progressivement tombe en ruine, tandis que la population locale en profite pour la dépouiller de nombreux éléments. Le plancher est démonté, et les fenêtres ainsi que les portes sont arrachées. En 1952, les autorités municipales, avec le consentement de la communauté juive de Lublin, décide de démolir la synagogue. Cependant la décision va être modifiée en raison d'un manque d'argent, et en 1953 commencent des travaux de réparations qui vont durer jusqu'en 1964.
Au cours de ces travaux, le plafond en bois de la salle de prière principale est remplacé par une structure en béton armé à caissons, la Bimah (l'autel) et l'Aron Kodesh (l'Arche Sainte) sont restaurés..A la place de l'extension fortement endommagée, où étaient situés au rez-de-chaussée le vestibule et au premier étage, la galerie réservée aux femmes, est construit un nouveau bâtiment de deux étages. Après sa rénovation, l'édifice accueille en 1966, le musée du bassin minier de Lublin, et abrite maintenant le Musée du judaïsme.
En 1991-1992, la charpente est restaurée et sa couverture changée. Un des contreforts situés dans le coin nord-ouest du bâtiment est démoli. En 1993, les colonnes de la Bimah sont rénovées. En 1994, des décorations polychromes sont découvertes sur la Bimah et l'Arche Sainte et restaurées. En 1996, le podium de l'Arche Sainte est reconstruit.
La salle de prière principale abrite une exposition permanente d'objets liturgiques juifs, des Hanoukkiot (chandeliers à neuf branches), des siddourim (livres de prières) , des plateaux de séder et pour les etrogim, ainsi que des objets usuels de la vie des Juifs, des bouteilles de vin et d'alcool cacher, des cartes de visite, des invitations, etc. Dans cette exposition est aussi présentée une robe typique des femmes juives de la ville de Ostrowiec Świętokrzyski.
Une plaque commémorative dédiée aux 1 046 Juifs de la ville qui ont été massacrés par les nazis dans les années 1940-1942 sur une butte derrière la synagogue, a été apposée sur un des murs de la synagogue. Derrière la synagogue, se trouve un petit lapidarium avec des Matzevot [pierres tombales) avec des ornements et des inscriptions en hébreu.

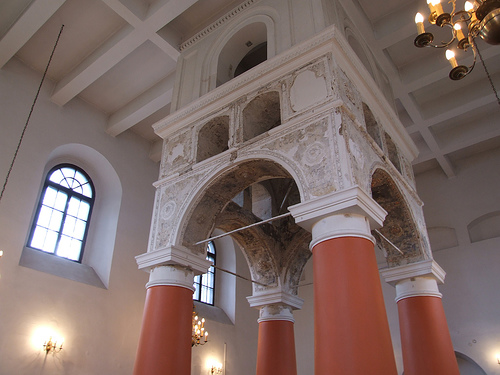
Intérieur de la synagogue: la Bimah

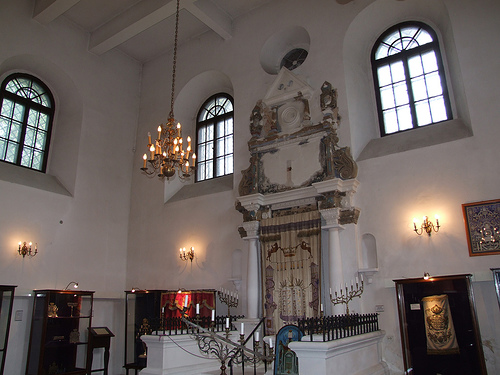
L'Arche Sainte

## Architecture

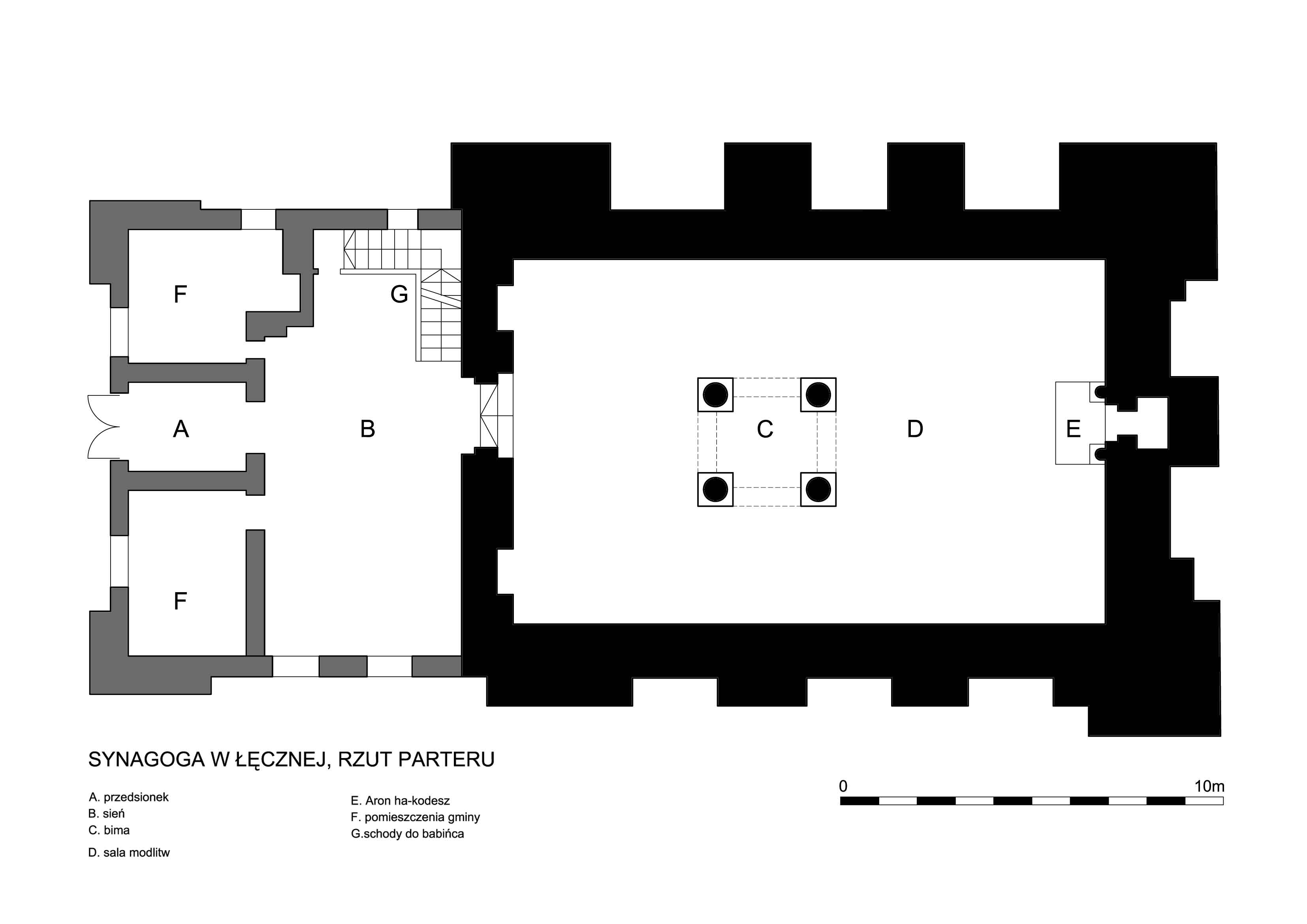
Plan du rez-de-chaussée

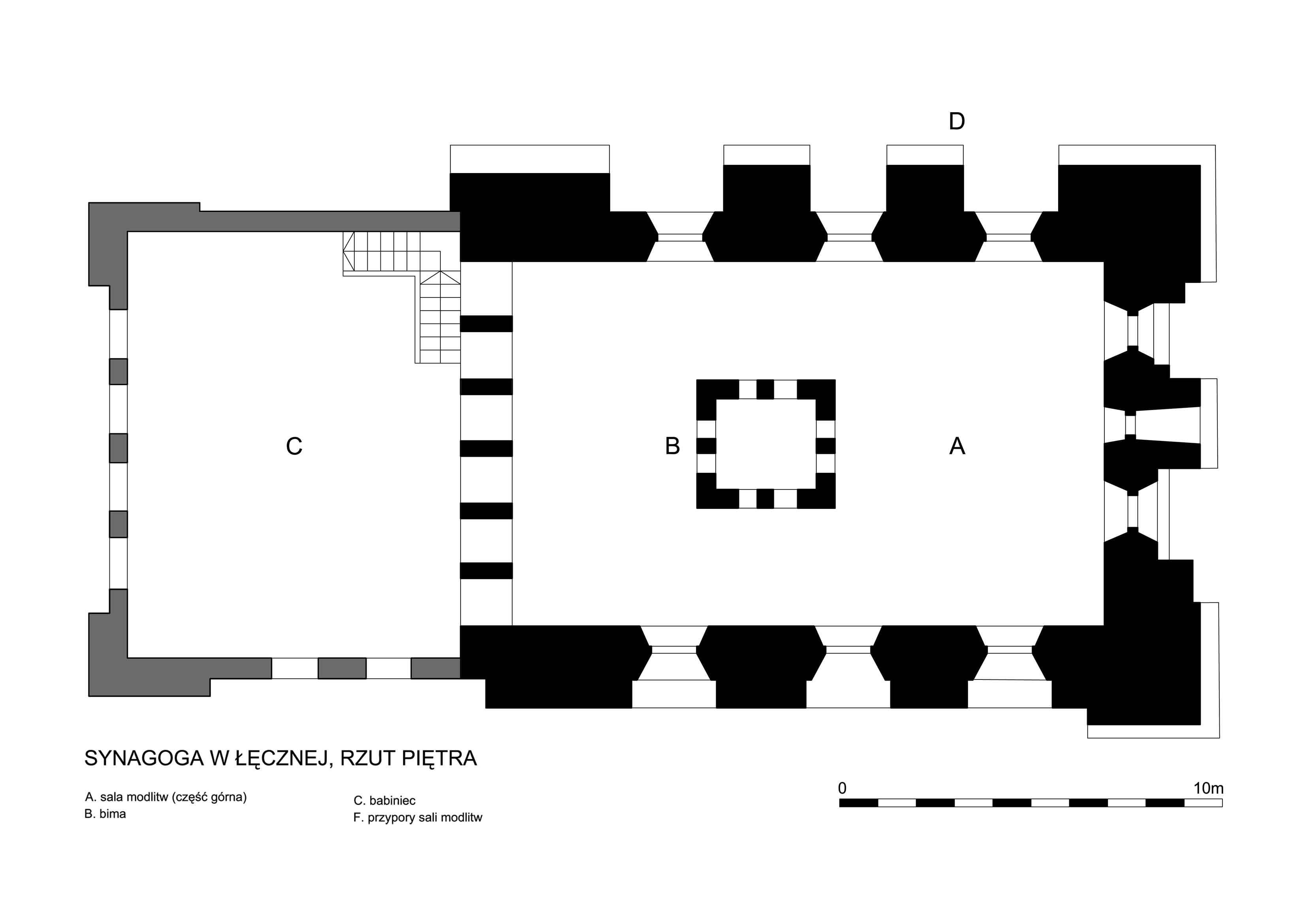
Plan du premier étage

La synagogue est construite dans un style Renaissance, en pierres calcaire et en briques, selon un plan rectangulaire de 9,4 mètres de large  par 15,6 mètres de long. De nombreuses reconstructions ont donné un caractère en partie baroque à la décoration extérieure de la synagogue. Les murs de l'édifice ont une épaisseur à leur base de 2,4 mètres et sont confortés dans les coins et en leur centre par de puissants contreforts. Ceux-ci augmentent la résistance des murs en calcaire tendre, et empêche leur glissement, car la synagogue est bâtie sur un terrain en pente.
Le bâtiment est orienté avec l'entrée dans la direction de l'ouest et l'Arche Sainte sur le mur opposé, vers l'est (direction de Jérusalem). Les fenêtres sont situées au fond d'alcôves à arcade, au niveau de la galerie des femmes, au premier étage et sont à arc plein cintre: trois sur chacun des murs sud et nord et deux sur le mur est. Sur le mur est, au-dessus de l'Arche Sainte, entre les deux fenêtres a été percé un petit oculus. L'édifice est couvert d'un toit en bardeaux, à quatre versants. Le toit dans sa forme actuelle a été créé lors de la rénovation dans les années 1950 et imite le toit de synagogues semblables datant du XVIIIe siècle. Selon des relevés effectués après la guerre, la synagogue possédait un toit à croupettes, probablement, lié avec la construction du plafond en bois de la salle principale.
Au milieu de la salle principale de prière, se trouve une Bimah haute de deux étages, unique pour la région, richement décorée de stucs et de polychromes de la Renaissance tardive. À ses quatre coins, une colonne de style toscan soutient le plafond de la salle. Ces colonnes reposent sur quatre socles carrés relativement hauts, qui peut-être pouvaient servir pour placer un podium surélevé à la Bimah. Au-dessus les colonnes sont reliées entre elles par des arches, et la Bimah est couronnée par une petite coupole.
La synagogue ne possède plus sa voûte en bois qui culminait à 8,8 mètres de hauteur. Lors des réparations d'après-guerre, elle a été remplacée par un plafond en béton armé à caissons.
Sur le mur oriental, se situe l'Arche Sainte, à deux étages, soutenue par des colonnes sculptées. Sa décoration en stuc, de style Renaissance tardive, date de la moitié du XVIIe siècle, L'Arche est couverte d'un Parokhet richement brodé.
Les murs de la salle principale sont désormais peints en blancs, mais étaient à l'origine couverts de polychromie. Un petit réduit près de l'entrée possède un lavabo pour procéder au lavage rituel des mains. Sur le mur ouest, au niveau du premier étage, les six petites fenêtres surbaissées permettaient aux femmes d'assister à l'office de leur galerie.
L'ancienne extension qui comprenait le vestibule et la pièce réservée aux femmes a été rasée dans les années 1950, et remplacée par un bâtiment contemporain ne présentant aucun intérêt historique ou architectural.

## Galerie

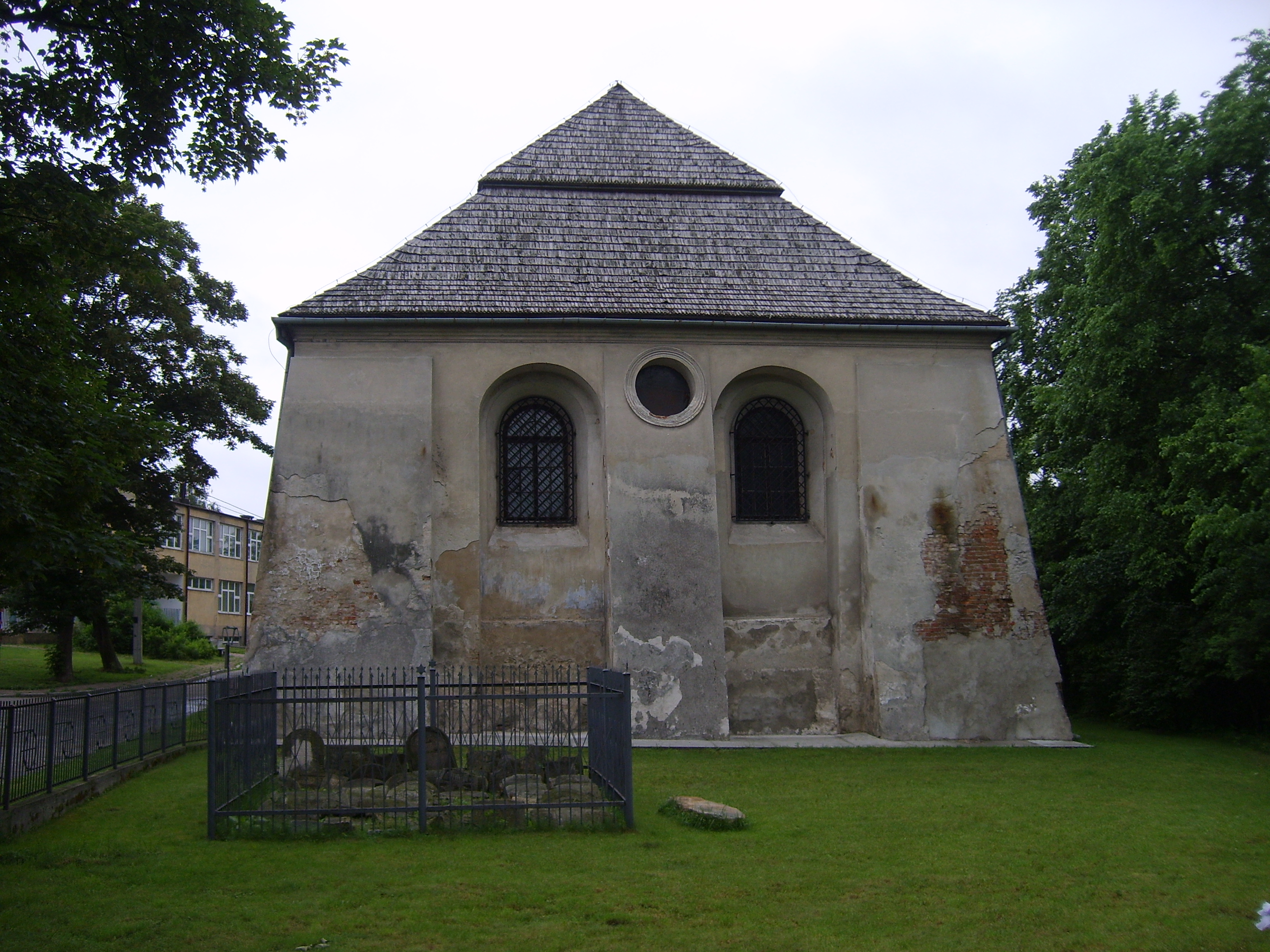
Vue de l'est montrant le lapidarium avec les tombes juives
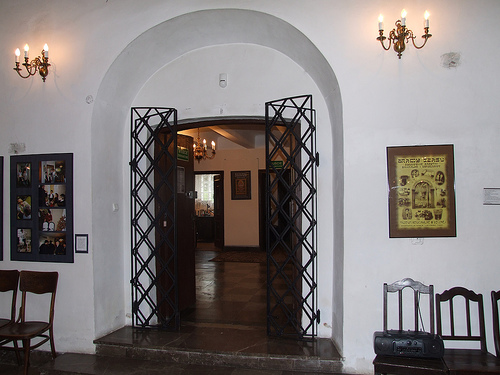
La porte de la salle de prière
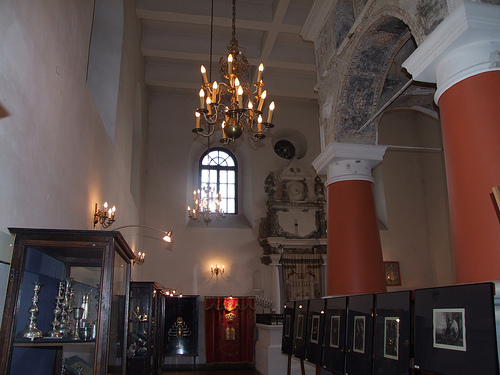
La synagogue transformée en musée
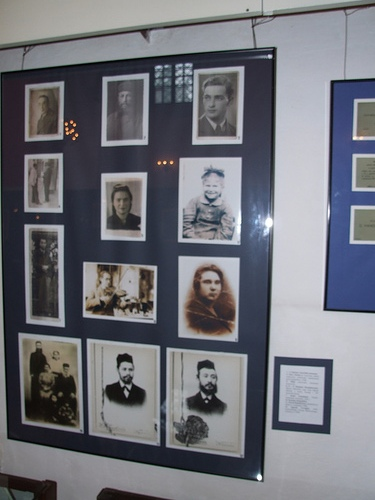
L'exposition montrant la vie juive à Leczna avant la Seconde Guerre mondiale.